# 레스큐 컷
레스큐 컷(Rescue Cut, Rope Puzzle)은 F.I.L Games사에서 2019년 10월에 출시한 모바일 게임이다. 사람이 밧줄로 묶여 있는데 이것을 풀어줘야 하는 목적을 가지고 있는 게임이다.

## 특징
사람을 구하기 위해 만든 게임인만큼 사람이 묶여 있는 것을 풀어주는 것을 목표로 만들었으며 퍼즐 게임이기도 하다. 처음 스테이지엔 별다른 장애물이 없지만 이후엔 불량한 아저씨가 각각 총, 대포, 검, 폭탄 등의 무기를 발사하는 적으로 등장하고 이후에 큰 애완견, 곰, 호랑이, 악어, 고릴라 등이 적으로 등장한다. 또한 가시나 풍차나 떨어지는 칼날, 날아오는 칼날, 대포, 공, 고기, 철퇴, 가시, 선물 박스에서 권투 주먹이 나오는 등의 각종 장애물들이 나오는데 이것을 잘 피하고 이용해야 다음 스테이지로 갈 수가 있고 사실상 끝이 없는 무한 스테이지이다. 또한 고양이를 구조하는 레스큐 캣과 컴퓨터와 플레이어가 대전하는 대전 모드도 있고 출석할 때마다 보상으로 돈이 더 들어오거나 새로운 캐릭터가 추가 된다. 레스큐 켓과 대전 모드를 깨면서 새로운 특수 캐릭터를 획득할 수가 있으며 스테이지를 할 때마다 감옥에 같힌 캐릭터들이 나오는 데 구하면 그 캐릭터를 일반 캐릭터와 특수 캐릭터로 얻을 수가 있게 된다.

## 같이 보기
- 비디오 게임
- 모바일 게임